# 佐藤郁哉
佐藤 郁哉（さとう いくや、1955年 - ）は、日本の社会学者。同志社大学商学部教授、一橋大学名誉教授。専門は大衆文化のフィールドワーク。経営行動科学学会優秀研究賞、日経・経済図書文化賞、他受賞。
宮城県に生まれる。暴走族と共に生活して書いた『暴走族のエスノグラフィー』や演劇の研究で有名。現在は「研究評価にもとづく選択的資源配分の政策効果と意図せざる結果に関する国際比較研究」を行っている。

## 学歴
- 1977年 東京大学文学部第4類心理学専修課程卒業
- 1979年 東北大学大学院文学研究科博士前期課程心理学専攻修了
- 1984年 東北大学大学院文学研究科博士後期課程単位修得退学
- 1986年 シカゴ大学社会学部大学院社会学専攻修了、Ph.D.

## 職歴
- 1984年 日本学術振興会奨励研究員
- 1986年 東北大学文学部日本文化研究施設助手
- 1988年 茨城大学人文学部助教授
- 1995年 一橋大学商学部助教授
- 1999年 一橋大学商学部教授
- 2000年 一橋大学大学院商学研究科教授
- 2016年 同志社大学商学部教授
- 2018年 一橋大学名誉教授[1]

## 著作
- 『暴走族のエスノグラフィー モードの叛乱と文化の呪縛』新曜社, 1984年
- 『ヤンキー・暴走族・社会人 逸脱的ライフスタイルの自然史』新曜社 1985年
- "Kamikaze Biker" University of Chicago Press, 1991年
- 『フィールドワーク 書を持って街へ出よう』ワードマップ・新曜社, 1992年
- 『現代演劇のフィールドワーク 芸術生産の文化社会学』東京大学出版会 1999年
- 『フィールドワークの技法 問いを育てる,仮説をきたえる』新曜社 2002年
- 『組織と経営について知るための実践フィールドワーク入門』有斐閣, 2002年
- 『定性データ分析入門 QDAソフトウェア・マニュアル』新曜社 2006年
- 『質的データ分析法 原理・方法・実践』新曜社 2008年
- 『QDAソフトを活用する実践質的データ分析入門』新曜社 2008年
- 『社会調査の考え方』東京大学出版会 2015年
- 『大学改革の迷走』筑摩書房 2019年

### 共著
- 『制度と文化 組織を動かす見えない力 』（山田真茂留との共著）日本経済新聞社, 2004年
- 『組織エスノグラフィー』（金井壽宏,ギデオン・クンダ,ジョン・ヴァン＝マーネンとの共著）有斐閣 2010年
- 『本を生みだす力 学術出版の組織アイデンティティ』（山田真茂留,芳賀学との共著）新曜社 2011年
- 『社会学講義』橋爪大三郎,吉見俊哉,大澤真幸,若林幹夫,野田潤共著 ちくま新書 2016
- 『50年目の「大学解体」 20年後の大学再生』苅谷剛彦、川嶋太津夫、遠藤貴宏、Robin   Klimecki共著 京都大学学術出版会 2018

### 翻訳
- C.コンウェル, E.サザーランド『詐欺師コンウェル 禁酒法時代のアンダーワールド』新曜社 1986
- R.M.エマーソン,R.I.フレッツ, L.L.ショウ『方法としてのフィールドノート 現地取材から物語作成まで』好井裕明,山田富秋共訳 新曜社 1998
- ハンス・ザイゼル『数字で語る 社会統計学入門』新曜社 2005
- デニス・トゥーリッシュ『経営学の危機　詐術・欺瞞・無意味な研究』白桃書房 2022
- M.アルヴェッソン, J.サンドバーグ『リサーチ・クエスチョンの作り方と育て方』白桃書房 2023

## 論文
- <佐藤郁哉

## 受賞
- 国際交通安全学会著作部門賞, 1987年
- 国際演劇評論家協会（AICT）賞, 1999年
- 日経・経済図書文化賞, 2000年
- 経営行動科学学会優秀研究賞, 2011年